# David Benyamine
David Benyamine (Parijs, 5 juli 1972) is een Frans professioneel pokerspeler. Hij won onder meer het $10,000 Omaha Hi-Low Split-toernooi op de WSOP 2008 (goed voor een hoofdprijs van $535.678,-) en de  €10.000 Grand Prix de Paris 2003 WPT-titel (goed voor €357.200,-). Hij verdiende tot en met juni 2014 meer dan $7.100.000,- met pokertoernooien, cashgames niet meegerekend.

## Wapenfeiten
Benyamine was oorspronkelijk een veelbelovend tennisspeler en behoorde tot de beste tien biljarters van Frankrijk voor rugpijn een einde maakte aan zijn sportambities. Daar hij in zijn jeugd had leren pokeren, nam hij een keer een paar duizend euro mee naar een WSOP-dag en keerde met een hoop winst terug. Niet omdat hij meteen succesvol was in de toernooien, maar juist in de cashgames die naast de officiële evenementen werden gespeeld. Daarmee begon voor Benyamine een bestaan als pokerprof.

### Titels
Behalve een WSOP- en een WPT-titel won Benyamine onder meer: 
- het FF 200 No Limit Hold'em Autumn Tournament 1999 (goed voor $2.757,-)
- de FF 5.000 Pot Limit Holdem/Omaha Euro Finals of Poker 2000 ($34.358,-)
- het FF 10.000 No Limit Hold'em Autumn Tournament 2000 ($ 48.944,-)
- de €1.000 No Limit Holdem Euro Finals of Poker 2002 ($29.428,-)
- de No Limit Hold'em World Poker Tour Battle of Champions II in 2005 ($25.000,-)
- de $ 20,000 Week 9 - Love at First Raise van het televisieprogramma Poker After Dark seizoen 3 ($120.000,-)
- Final Table Party Poker Premier League IV ($400.000,-)

### Grootste cashes
Daarnaast incasseerde hij stevige geldbedragen voor onder meer zijn:
- zesde plaats op de WPT 2004 L.A. Poker Classic ($132.355,-)
- zijn derde plaats in het $ 5,000 Pot Limit Omaha-toernooi van de WSOP 2008 ($316.307,-)
- zijn tweede plaats in de WPT $15.000 No Limit Hold'em Bellagio Cup IV ($840.295,-)
- zijn achtste plaats in het £20,000 High Roller Event - No Limit Hold'em van de 2008 European Poker Championships ($126.346,-)
- zijn vierde plaats in het WPT $25,000 No Limit Hold'em - Championship Event van de Eighth Annual Five Star World Poker Classic 2010 ($329.228,-)
- zijn derde plaats in het 250.000 Super High Roller No Limit Hold'em-toernooi van de Aussie Millions 2011 ($1.087.924,-).

## WSOP
| Jaar                       | Toernooi                   | Prijs      |
| -------------------------- | -------------------------- | ---------- |
| World Series of Poker 2008 | $10,000 Omaha Hi-Low Split | $535.687,- |